# Listrosàurids
Els listrosàurids (Lystrosauridae) són una família extinta de sinàpsids dicinodonts que visqueren entre el Permià mitjà i el Triàsic inferior en allò que avui en dia és Àfrica, l'Antàrtida, Àsia i Europa. Se n'han trobat restes fòssils a l'Antàrtida, l'Índia, Rússia, Sud-àfrica, Tanzània i la Xina. La morfologia cranial de Lystrosaurus és semblant a la dels hipopòtams, amb les òrbites i els narius en una posició alta, cosa que ha portat alguns científics a suggerir que eren animals semiaquàtics, tot i que és una hipòtesi que dista molt del consens.